# Candy's Airline
《Candy's Airline》是盧巧音的第十張個人專輯，於2003年推出，由梁翹柏及雷頌德監製。專輯收錄了11首新歌，並隨碟附送3首MV，最終銷量達雙白金佳績。

## 簡介
2002年，盧巧音以叫好又叫座的單曲《好心分手》大獲成功，該曲既得獎也大賣。隔年推出的專輯《Candy's Airline》同樣找來梁翹柏及雷頌德監製，當中收錄由雷頌德作曲和編曲、黃偉文填詞的主打單曲《三角誌》，而《三角誌》和《好心分手》皆由黃偉文填詞。有評論表示，據說當時唱片公司用相當於電影片酬的價碼請吳鎮宇拍攝演出《三角誌》的MV。
有評論指出，不少人將同為黃偉文填詞的《垃圾》、《好心分手》和《三角誌》三首歌合稱為盧巧音的「失戀三部曲」，而黃偉文本人則將與雷頌德合作的《好心分手》、《三角誌》和《落地開花》合稱為「悲情三部曲」。《三角誌》一曲讓盧巧音首次拿下四台冠軍派台歌，《Candy's Airline》首批出貨銷量達2萬張以上，最後銷量亦達雙白金佳績。
《Candy's Airline》融入不同地域的音樂元素，包括拉丁、日本、美國、蘇格蘭和愛爾蘭等。唱片公司為配合不同的音樂風格，花費10万港元為盧巧音訂製三套特色服飾，作為拍攝專輯封面使用，有日本的武士道衫、西班牙傳統服飾以及空中小姐制服。

## 曲目
| CD   | CD                           | CD     | CD     | CD     | CD             |
| 曲序 | 曲目                         |        | 作曲   | 编曲   | 製作人         |
| ---- | ---------------------------- | ------ | ------ | ------ | -------------- |
| 1.   | 站站舞                       | 陳銘匡 | 梁翹柏 | 梁翹柏 | 梁翹柏、盧巧音 |
| 2.   | 吉祥物                       | 林若寧 | 雷頌德 | 雷頌德 | 雷頌德         |
| 3.   | 拉丁夜晚                     | 周耀輝 | 梁翹柏 | 梁翹柏 | 梁翹柏、盧巧音 |
| 4.   | 戀愛很遠                     | 黃偉文 | 雷頌德 | 雷頌德 | 雷頌德         |
| 5.   | 三角誌                       | 黃偉文 | 雷頌德 | 雷頌德 | 雷頌德         |
| 6.   | 紙皮箱                       | 喬靖夫 | 盧巧音 | 梁翹柏 | 梁翹柏、盧巧音 |
| 7.   | 音樂人民                     | 黃偉文 | 盧巧音 | 梁翹柏 | 梁翹柏、盧巧音 |
| 8.   | 天祐我們                     | 林夕   | 雷頌德 | 雷頌德 | 雷頌德         |
| 9.   | 猜樓梯                       | 周耀輝 | 盧巧音 | 梁翹柏 | 梁翹柏、盧巧音 |
| 10.  | 昏迷                         | 周耀輝 | 王雙駿 | 王雙駿 | 梁翹柏、盧巧音 |
| 11.  | 不插電（〈音樂人民〉國語版） | 周耀輝 | 盧巧音 | 梁翹柏 | 梁翹柏、盧巧音 |

| VCD  | VCD                  | VCD    | VCD    | VCD    | VCD            |
| 曲序 | 曲目                 |        | 作曲   | 编曲   | 製作人         |
| ---- | -------------------- | ------ | ------ | ------ | -------------- |
| 1.   | 三角誌（音樂錄影帶） | 黃偉文 | 雷頌德 | 雷頌德 | 雷頌德         |
| 2.   | 吉祥物（音樂錄影帶） | 林若寧 | 雷頌德 | 雷頌德 | 雷頌德         |
| 3.   | 猜樓梯（音樂錄影帶） | 周耀輝 | 盧巧音 | 梁翹柏 | 梁翹柏、盧巧音 |

## 所獲獎項
- 2003年度十大中文金曲頒獎音樂會：「十大中文金曲」－「三角誌」[4]